# Sent Peir de Furçac
Furçac (en francès Saint-Pierre-de-Fursac) és una localitat i comuna de França, a la regió de la Nova Aquitània, departament de la Cruesa. La seva població al cens de 1999 era de 787 habitants. Està integrada a la Communauté de communes de Bénévent-Grand-Bourg. Es tracta d'un municipi bessó al de Sant-Étienne de Furçac, ja formen un sol nucli urbà. Durant la Revolució francesa foren anomenats Furçac Libre i els habitants utilitzen el terme Furçac per a referir-se a ambdós municipis, com si fossin un de sol.

## Demografia
| 1968  | 1975 | 1982 | 1990 | 1999 |
| ----- | ---- | ---- | ---- | ---- |
| 1.019 | 872  | 817  | 805  | 787  |

## Administració
| Període | Identitat      | Partit |
| ------- | -------------- | ------ |
| 2001-   | Thierry Dufour |        |